# 細川チャーリー忍
細川チャーリー忍（ほそかわ チャーリーしのぶ、1984年8月22日 - ）は、日本のプロボクサー。宮崎県宮崎市出身。金子ボクシングジム所属。元WBOアジアパシフィックミドル級王者。第50・52代OPBF東洋太平洋ミドル級王者。

## 来歴
父がナイジェリア母が日本のハーフ。

東京では知らない人がいないほど、昔は手がつけらない不良少年だった。
若い頃のあだ名は「リアル範馬勇次郎」。
兄は元プロボクサーで第40代日本スーパーライト級王者の細川バレンタイン。
2014年5月28日のプロデビュー戦は判定負け。
その後2018年9月26日に後楽園ホールでOPBF&WBOアジアパシフィックミドル級王者秋山泰幸とOPBF&WBOアジアパシフィックミドル級タイトルマッチを行い、11回TKO勝ちでOPBF&アジアパシフィック王座獲得。翌2019年2月24日に大阪府立体育会館第二競技場で元日本&OPBFスーパーウェルター級王者野中悠樹とOPBF&WBOアジアパシフィックミドル級タイトルマッチを行い、12回0-3（112-114×2、111-115）判定負けでOPBF&アジアパシフィック王座初防衛に失敗。
そして同年7月9日に後楽園ホールでOPBF東洋太平洋ミドル級9位の太尊康輝とOPBFミドル級王座決定戦を行い、12回0-1（114-114×2、114-115）ドローでOPBF王座に獲得失敗。同年10月11日に後楽園ホールにて太尊康輝とダイレクトリマッチでOPBFミドル級王座決定戦を行い、8回1分21秒TKO勝ちで2度目のOPBF王座に獲得成功。
2020年1月18日、後楽園ホールで日本ミドル級王者でOPBF東洋太平洋ミドル級1位の竹迫司登を相手に防衛戦を行うも、12回0-3（109-119×2,108-120）で判定負けを喫し、王座から陥落した。
2020年10月9日、後楽園ホールで中島玲と対戦し、8回1-2（75-77×2、78-74）で判定負けを喫し、連敗した。
2021年7月20日、後楽園ホールで日本ミドル級14位のワチュク・ナァツと対戦し、0-3（75-77、74-78、73-79）で判定負けを喫し、3連敗となった。

## 獲得タイトル
- WBOアジアパシフィックミドル級王座（防衛0）
- 第50代OPBF東洋太平洋ミドル級王座（防衛0）
- 第52代OPBF東洋太平洋ミドル級王座（防衛0）

## 戦績
- プロボクシング - 20戦12勝7敗1分（11KO）